# 厚岸町海事記念館
厚岸町海事記念館（あっけしちょうかいじきねんかん）は、北海道厚岸郡厚岸町にある記念館である。「海と街の人々との密接な関わりを展示する施設」として、厚岸町役場前に1988年（昭和63年10月1日）に開館した。
北海道厚岸町は漁業および酪農で栄えた地域であったが、昭和50年代以降の遠洋漁業の規制や、牛乳の生産調整、農産物の輸入自由化などにより基幹産業の見通しは不透明であった。こうした状況下、厚岸町では1986年（昭和61年）より市街地の再開発を通して地域活性化をはかるべく、「厚岸マリンパーク構想」を策定した。この計画を通し、町内を通る主要道道である別海厚岸線沿いに、厚岸町海事記念館・厚岸町役場・町民広場が整備された。これらの建物はひとつの巨大な船にみえるように設計され、海事記念館は船首、町民広場は甲板、町役場は船尾に見立てられている。
主に海事に関する、厚岸町の歴史、民俗、産業および科学教育に関する資料を展示している。2階にプラネタリウムを併設し、これは日本最東端のプラネタリウムとして知られる。